# Máquina de estados algorítmica
O método da máquina de estados algorítmica (MEA) é um método para modelar máquinas de estado finitas. Ele é usado para representar diagramas de circuitos digitais integrados. O diagrama de MEA é como um diagrama de estados, porém menos formal e mais fácil de se entender. Uma tabela MEA é um método de descrever sequencialmente as operações de um sistema digital.

## Método MEA
O método MEA é composto dos seguintes passos:
1. Criar um algoritmo, utilizando pseudocódigo, para descrever a operação desejada do dispositivo.
2. Converter do pseudocódigo para uma tabela MEA.
3. Modelar o caminho do dado baseado na tabela MEA.
4. Criar uma tabela MEA detalhada baseada no caminho do dado.
5. Modelar o controle lógico baseado na tabela MEA.

## Tabela MEA
Uma tabela MEA consiste em uma interconexão de quatro tipos básicos de elementos: nomes dos estados, estados, verificação de condições e saídas condicionais. Uma tabela MEA, representada como um retângulo, corresponde a um estado de um diagrama de estados regular ou máquina de estados finita. Os tipos de saídas da máquina de Moore estão listadas dentro da caixa.

Nome do Estado

Nome do estado: O nome do estado está indicado dentro círculo e o círculo é posicionado no canto superior esquerdo ou o nome é posicionado sem o círculo.

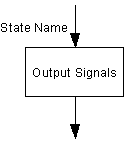
Caixa de Estado

Caixa de estado: A saída do estado é indicado dentro da caixa retangular.

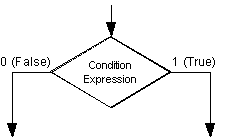
Caixa de decisão

Caixa de decisão: Um losango indica que a expressão condicional declarada está para ser testada e o caminho de saída está para ser escolhido de acordo. A expressão condicional contém uma ou mais entradas para a MEF (Máquina de Estados Finita). Uma verificação da condição da MEA, indicada por um losango com uma ou duas entradas (para verdadeiro e falso), é usada para condicionalmente transferir entre dois estados ou entre um estado e uma saída condicional. A caixa de decisão contém a expressão condicional declarada a ser testada, e a expressão contém uma ou mais entradas da MEF.

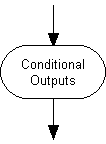
Caixa de saída condicional

Caixa de saída condicional: Um ovoide denota os sinais de saída que são do tipo Mealy. Essas saídas não dependem somente do estado, mas também das entradas da MEF.

## Caminho do dado
Uma vez que a operação desejada de um circuito foi descrita usando operações RTL, os componentes do caminho do dado podem ser deduzidos. Toda variável única que é atribuída um valor no programa RTL pode ser implementada como um registrador. Dependendo da operação funcional realizada quando atribuído um valor à variável, o registrador para essa variável pode ser implementada como um registrador direto, um registrador de deslocamento, um contador ou um registrador precedido por um bloco lógico combinacional. O bloco lógico combinacional associado a um registrador pode implementar um somador, um subtrator, um multiplicador ou algum outro tipo de função lógica combinacional.

## Tabela MEA detalhada
Uma vez que o caminho do dado foi designado, a tabela MEA é convertida para uma tabela MEA detalhada. A notação RTL é substituída por sinais definidos no caminho do dado.